# 擁抱阿瑪
Mātā Amṛtānandamayī Devī（讀作：瑪妲·阿穆瑞達南達瑪依·蔕薇，傳統譯法：摩多·阿彌利哆難陀摩伊·提毗，1953年9月27日—），原名Sudhamani Idamannel，是印度的印度教靈性導師暨上師，被信眾奉為聖人，尊稱為Amma （讀作：阿瑪），意指「母親」或是「神聖母性能量」。因她不吝給人擁抱，因此也被稱為擁抱阿瑪。

## 生平
Mātā Amṛtānandamayī是一名來自印度喀拉拉邦奎隆區AlappadPanchayath之Parayakadavu (又名Amritapuri) 的上師。
阿瑪出生於1953年，家中排行第三，父母 (Sugunanandan和Damayanti) 捕魚為業。她有六個兄弟姊妹。
阿瑪閒暇的時候會從鄰居那裏撿些廚餘拿到家裡餵牛、餵羊，在這過程中她會看到其他人的赤貧和苦難，因此她反倒將自家的食物和衣服帶給他們。由於她的家境並不富裕，阿瑪因而受到責罰。這段期間，阿瑪也開始主動擁抱、安慰那些內心悲傷的人們。儘管還是受到父母責罰，阿瑪卻持續擁抱他人。阿瑪事後評論她擁抱人的渴望時說道：「我不管眼前那個人是男人或女人，從我的自性之眼看不出有什麼區別，愛的暖流從我中心流到所有的受造物。這是我與生俱有的天性。就像醫生的職責是醫治病人，我的職責是安慰那些受苦的眾生。」
阿瑪無數次拒絕了她父母為她安排的婚事。她的生活卻有了意想不到的改變。1981年，求道者開始安頓在她父母住的Parayakadavu，希望成為阿瑪的弟子，跨國基金會MAM便因運而生。阿瑪持續擔任MAM的主席。迄今，MAM仍投入許多靈性和慈善活動。
1987年，在信眾的要求之下，阿瑪開始在全世界開辦各類靈性課程。從那以後她年年如此。
2014年，主要的英國聖公會、天主教、東正教和基督教、猶太教、伊斯蘭教、印度教和佛教領袖，包括阿瑪本人，史無前例地聚在一起，簽署一份由「全球自由網絡」(Global Freedom Network) 的Andrew Forrest發起的反奴隸聲明；這份聲明呼籲在2020年以前消弭至今猶存的奴隸和人口販賣現象。
2015年七月份，由聯合國學術影響力組織主辦、Amrita大學協辦的一場探討「科技和永續發展」主題的大會上，阿瑪作了另一場演講。這場盛會共有來自93個國際大學的代表。阿瑪在演說中請求科學社群在研究中多注入覺知、慈悲等特質，並強調做研究時應將「解救窮苦眾生的宗旨放在心中」的重要性。

## 達顯（英语：Darśana）
阿瑪施予達顯（以目光加持，源於印度教傳統）的方式是擁抱人們。這是如何開始的呢？阿瑪說：「人們會來到我跟前訴說他們的難處。他們哭著對我說，然後我便會拭去他們的淚水。他們把頭埋在我的大腿上哭泣，我會擁抱他們。然後下一個人也想這麼做...之後就變成一種慣例了。」阿瑪在過去30年來已經在全世界擁抱了三千三百多萬人次。

2002年，當被問及她自認為藉由擁抱能幫助受傷的世界到什麼程度？阿瑪回說：
我不認為我能夠100%的改變世界，就像你不能把彎曲的狗尾巴拉直一樣。但這個社會是由微小的個人所組成的。所以只要我持續影響每一個個人，你就能在社會上帶來一些改變，間接影響整個世界。你無法改變世界，但你可以帶來一些改變。人們內心的征戰是外在戰爭的主因。所以，如果你可以觸動人的話，你也可以觸動世界了。
阿瑪一生都在給予達顯，自70年代末期開始，她每天都在接見人。每天登門來尋求阿瑪祝福的群眾都非常地多，有好幾次她連續給了20小時以上的達顯。

## 教誨
阿瑪的一位老弟子Swami Ramakrishnananda Puri在《無時間之徑 （页面存档备份，存于）》寫到：「阿瑪教導的（靈性）道途和吠陀經呈現的途徑，以及後續如《薄伽梵歌》等傳統經文概述的途徑如出一轍。」阿瑪自己則說：「karma（行動）、jñana（知識）和bhakti（奉愛）都很重要。如果奉愛和行動是鳥的雙翼，那麼知識就是牠的尾巴。唯有三者通力合作，那隻鳥才能展翅高飛。」她接受所有宗教的各種靈修和祈禱派別，她認為那些不過是通往淨化心智此一相同目標的不同法門而已。 循此，她強調冥想、在每個行動中操練行動瑜伽、無私的服務，以及培養諸如慈悲、耐心、原諒、自我控制等神聖品質的重要性。阿瑪說這些練習能淬鍊心智，作為瞭悟終極真理的準備－即，我不是這副身體和心智，我是永恆、至福的意識，是宇宙的不二基調。阿瑪稱這層瞭悟為jivanmukti（在世解脫）。阿瑪說：「jivanmukti不是某種死後才要達成的境界，也不是在另一個世界才能經驗或降臨的狀態。那不過就是完美覺知、泰然自若的狀態，此時此地就能透過這副身體、在這個世界活生生地經驗到了。受到福祐的靈魂一旦經驗到與自性合一的最高真理時，他們便不再出生了，因為他們已和無限融合為一了。」

## 拜讚
阿瑪錄製的拜讚歌（即奉愛歌）高達1000多首，含35種語言。她也做過數十首拜讚歌，譜以傳統的拉格調。對於唱頌拜讚歌的靈修方法，阿瑪認為：「如果是在意識收束成一個點的狀態下唱誦拜讚歌的話，那對歌者、聽眾、自然環境都是有益的。日後，聽眾思及那些歌曲時，他們也會試著按照歌曲當中闡述的教誨來生活。」阿瑪說在今日的世界，人們很難在冥想當中達到深定的集中品質，這些歌曲有助於人們達到那個狀態。

## 善舉
不只擁抱個人，還要擁抱世界，阿瑪的慈善組織網絡為窮人提供了食物、住所、教育和醫療服務。這個全球網絡橫跨了40個國家，在印度境內建設、援助學校、孤兒院、住所和醫院。
而在美國，該組織提供熱雞湯、熱水澡給流浪漢；提供書籍和醫療訪視給受刑人，以及救援家暴受難者。
該組織也募得100萬美元援助卡崔娜颶風受災戶。位於阿瑪喀拉拉邦阿施藍（印度教修院）內的醫院則提供了義診，允許人們給付他們所能負擔的費用，通常只占整體醫療花費的最少部分。

### 海嘯援助
2004年印度洋大地震後，該組織為上千人提供了食物和避難所，特別是印度政府援助不足的地區。

### 衛生項目
自2012年開始，阿瑪的組織年年都在清理潘帕河和朝聖所Sabarimala神廟

### 改善恆河周邊衛生條件
2015年九月11日，阿瑪捐了1500萬美金給印度政府的Namami Gange「清理恆河」計畫，旨在為恆河周邊的窮苦人家蓋浴廁。

### 浴廁項目
2015年九月27日，阿瑪呼籲她的NGO組織再捐出1500萬美金蓋廁所、改善衛生條件，特別是針對喀拉拉邦。

## 攻擊
2005年八月，阿瑪被一名叫做Pavithran的男子攻擊。他原本和其他信眾一起坐在阿瑪面前祈禱、唱誦。突然，他拿起一把刀刺向阿瑪，但卻被阿瑪的眾弟子壓倒在地。阿瑪的門徒Swami Amritaswarupananda Puri說Pavithran的「神智不太穩定」。阿瑪本人卻原諒了Pavithran，她說：「有生必有死，我會繼續將這個道理銘記在心。同時，我也會繼續給每位來到我跟前的信眾達顯。」
2012年八月1日。比哈爾邦一名25歲的法律系學生Satnam Singh Mann試圖衝到奎隆阿施藍阿瑪所在的台上。據警方所述，他高聲尖叫，口中唸著阿拉伯文。在攻擊保全之後，他被信眾們壓倒，移交給警方處理。

## 出版品和紀錄片
阿瑪的弟子謄錄了她和信眾，以及她和求道者間的對話，並將這些教誨集結成數十冊書，題名《覺醒的孩子》(Awaken Children)。她在各國際論壇發表的演講也已出版成冊。自2011年四月起，阿瑪的訊息每隔一週會刊載在 Express Buzz Sunday (《新印度快報》周末版) 的「生活風格」(Lifestyle) 版面。她也定期在一份靈性電子刊物《說法樹》(Speaking Tree) 上撰寫部落格。
關於她的各種紀錄片有這些：
- 1999 愛的河流：阿瑪的一生劇情紀錄片 (River of Love: A Documentary Drama on the Life of Ammachi （页面存档备份，存于）)
- 2000 Louis Theroux的奇怪周末－印度上師們 (Louis Theroux's Weird Weekends – "Indian Gurus" BBC-TV)
- 2005 擁抱的達顯－導演Jan Kounen（英语：Jan Kounen） (Darshan: The Embrace)
- 2007 以神之名－導演Jules Clément Naudet和Thomas Gédéon Naudet (In God's Name)

## 註記
1. ↑  Cornell, Judith. . New York: HarperCollins. 2001.
2. ↑  Amsden, David. . Rolling Stone. 16 August 2012: 2  [27 March 2014]. （原始内容存档于2014年1月22日）.
3. ↑  擁抱阿瑪自傳－Swami Amritaswarupananda撰，ISBN 1-879410-60-5
4. ↑  http://www.embracingtheworld.org/wp-content/uploads/2012/08/ETW2012.pdf 的存檔，存档日期2012-09-16. |  page 7, "I don’t see if it is a man or a woman. I don’t see anyone different from my own self. A continuous stream of love flows from me to all of creation. This is my inborn nature. The duty of a doctor is to treat patients. In the same way, my duty is to console those who are suffering."
5. ↑  上百萬人參見印度的擁抱聖者 （页面存档备份，存于）. Thestar.com.my. Retrieved on 2011-06-24.
6. ↑  1981年五月6日，「依據《1955年的Travancore-Cochin州讀寫和慈善法》(Travancore-Cochin State Literary and Charitable Act of 1955)，並帶著保存和傳播聖母的理念和教誨的願景，而在南印度喀拉拉邦奎隆註冊成立了MAM基金會和使命信託。」摘自《擁抱阿瑪自傳－Swami Amritaswarupananda撰》, ISBN 1-879410-60-5
7. ↑  (阿瑪的善舉) （页面存档备份，存于）。擁抱世界。Retrieved on 2011-06-24.
8. ↑  . The Huffington Post.   [2015-12-18]. （原始内容存档于2019-06-14）.
9. ↑  . Business Standard.   [2015-12-18]. （原始内容存档于2020-05-05）.
10. ↑  . The New Indian Express.   [2015-12-18]. （原始内容存档于2016-05-03）.
11. 1 2  Kuruvilla, Carol. . The Huffington Post.   [10 January 2015]. （原始内容存档于2018-10-01）.
12. ↑  rediff.com: The Rediff Interview/Mata Amritanandmayi （页面存档备份，存于）. Im.rediff.com (2 August 2002). Retrieved on 2011-06-24.
13. ↑  . rediff.com.   [2015-12-19]. （原始内容存档于2021-03-09）.
14. ↑  . BBC News. 24 April 2012  [2015-12-19]. （原始内容存档于2020-11-11）.
15. ↑  . CNN. 22 August 2007  [2015-12-19]. （原始内容存档于2020-05-04）.
16. 1 2  《無時間之徑》Swami Ramakrishnananda撰，ISBN 978-1-879410-46-6
17. 1 2  引領我們走向光：阿瑪教誨合輯，Swami Jnanamritananda編纂
18. ↑  「所有宗教的目標都只有一個－淨化人類心智。」（《活在和諧中》阿瑪著）
19. ↑  McGregor, Gretchen Kusuma,《在她雙臂的庇護下》 2012, MA Center, page 199. |「很難想像，但迄今為止，2012年，阿瑪已經錄製的拜讚歌高達1000多首，35種語言。」
20. ↑  覺醒，孩子，卷2：與擁抱阿瑪對話
21. ↑  給我的孩子：擁抱阿瑪的教誨，70頁
22. ↑  . Rolling Stone.   [2015-12-18]. （原始内容存档于2018-03-30）.
23. ↑  . Chicago Tribune.   [2015-12-21]. （原始内容存档于2014-11-04）.
24. ↑  . Yoga Journal.   [2015-12-21]. （原始内容存档于2016-03-04）.
25. 1 2  .   [2015-12-22]. （原始内容存档于2021-02-11）.
26. ↑  . IBN Live.   [1 October 2015]. （原始内容存档于2016-03-04）.
27. ↑  . The Hindu.   [1 October 2015]. （原始内容存档于2020-05-05）.
28. ↑  . The New Indian Express.   [2 October 2015]. （原始内容存档于2016-03-07）.
29. ↑  .   [2 October 2015]. （原始内容存档于2020-09-25）.
30. ↑  . The Guardian.   [1 October 2015]. （原始内容存档于2020-11-08）.
31. ↑  PTI. . The Economic Times.   [1 October 2015]. （原始内容存档于2020-10-01）.
32. ↑  . Rediff.com.   [2012-08-08]. （原始内容存档于2021-02-27）.
33. ↑  Padanna, Ashraf. . Gulf Today.   [3 September 2012]. （原始内容存档于2018-10-05）.
34. ↑  .   [3 September 2012]. （原始内容存档于2021-01-26）.
35. ↑  .   [20 January 2015]. （原始内容存档于2012-08-16）.
36. ↑  .   [2021-12-19]. （原始内容存档于2015-04-03）.
37. ↑  請參見阿密哩多意思

## 外部連結
- 官方網站 （页面存档备份，存于）
- 擁抱世界 （页面存档备份，存于）
- 阿瑪 (Mata Amritanandamayi Devi) 的生平 （页面存档备份，存于）
- 誰是阿瑪？ （页面存档备份，存于）
- 愛的河流：阿瑪的一生劇情紀錄片 （页面存档备份，存于）
- 影音資料 (一) （页面存档备份，存于） (二) （页面存档备份，存于） (三) （页面存档备份，存于） (四)
- 拜讚實況 (一) （页面存档备份，存于） (二) （页面存档备份，存于） (三) （页面存档备份，存于）